# Szabó József (labdarúgó, 1940)
Szabó József (ukránul: Йожеф Йожефович Сабо, Jozsef Jozsefovics Szabo; oroszul: Йожеф Йожефович Сабо, Jozsef Jozsefovics Szabo; Ungvár, Kárpátalja, Magyarország, 1940. február 29. –) magyar és szlovák származású szovjet és ukrán labdarúgóhátvéd, -középpályás és -csatár, később labdarúgóedző. Négyszeres szovjet bajnok és kétszeres kupagyőztes. Szovjet érdemes sportmester és Ukrajna érdemes labdarúgóedzője. A szovjet labdarúgó-válogatott és az olimpiai csapat többszörös tagjaként bronzérmeket szerzett az 1966-os labdarúgó-világbajnokságon és az 1972. évi nyári olimpiai játékokon, de résztvevője volt az 1962-es vb-nek is. Kárpátalja szimbolikus labdarúgó válogatott-csapatának örökös tagja és Ungvár díszpolgára.

## Pályafutása
Még gyermekkorában, a szülővárosában kezdetett el foglalkozni labdarúgással és 16 évesen már játszott az ukrán kalusi Himik  amatőrcsapatban. Első profi-klubja az ungvári Szpartak volt, amelynek gólkirálya lett 1958-ban. Egy évvel később őt Turjancsik Vaszillal és Havasi Andrással együtt meghívták a kijevi Dinamó-hoz. Rögtön beolvadt az ukrán futball legjobb csapatába, két év múlva pedig elnyerték az első aranyérmet a szovjet bajnokságban. Tíz év után átszerződött a szintén elsőosztályú Zorja Luhanszk ukrán klubhoz, majd a Gyinamo Moszkva csapatában folytatta, amelyben befejezte aktív pályafutását. A szovjet bajnokság első osztályában összesen 315 mérkőzésen szerepelt és 49 gólt szerzett. Részt vett a Kupagyőztesek Európa-kupája negyeddöntőjében és döntőjében is. Ebben az időszakban őt nyolcszor is felvették a ’’33 legjobb ukrán labdarúgó listájára’’ és öt alkalommal a szovjet legjobbak közé, ebből kétszer az 1. számú listára. Az aktív labdarúgás befejezése után Kijevben testnevelési és újságírói felsőfokú végzettséget szerzett, és több mint két évtizeden keresztül labdarúgóedzői és csapatvezetői feladatokat vállalt különböző  első- és felső-ligás ukrán kluboknál. Edzői tevékenysége során a legnagyobb eredményeket a kijevi Dinamó-nál érte el, amikor a csapat az ő irányításával négyszeres ukrán bajnok és kétszeres kupagyőztes lett. Időközben Szabó Józsefet kétszer is megbízták az Ukrán labdarúgó-válogatott szövetségi kapitányi teendőinek az ellátásával, s emellett aktívan részt vett az Ukrán Labdarúgó-szövetség-nek a nemzeti válogatott csapatai irányításával kapcsolatos munkában is. A labdarúgás fejlesztése terén a több mint fél évszázadon keresztül végzett kimagasló érdemeit elismerte az ország, amikor Ukrajna államelnökeitől átvehette a Szolgálati érdemérem mind a három fokozatát.

## Nézetei
Szabó József szégyelli magyar származását, és bár tud oroszul is, az oroszok iránti gyűlölete miatt minden leszármazottját arra biztatja, hogy felejtsék el ezt a nyelvet és ne is álljanak szóba oroszokkal.

## Sikerei, díjai

### Játékosként
Nemzetközi labdarúgótornák
- Labdarúgó-világbajnokság
  - bronzérmes: 1966
- A nyári olimpiai játékok labdarúgó-tornája
  - bronzérmes: 1972
- Kupagyőztesek Európa-kupája
  - döntős: 1972
  - negyeddöntős: 1966

 Szovjetunió
- Szovjet labdarúgó-bajnokság (első osztály)
  - bajnok (4): 1961, 1966, 1967, 1968
  - ezüstérmes (3): 1960, 1965, 1969
- Szovjet kupa
  - kupagyőztes (2): 1964, 1966
- ’’Szovjet sportmester’’ kitüntető cím: 1960
- ’’33 legjobb szovjet labdarúgó listája’’
- ’’33 legjobb ukrán labdarúgó listája’’
- ’’Szovjet érdemes sportmester’’ kitüntető cím: 1967
- ’’Szovjet nemzetközi sportmester’’ kitüntető cím (2): 1966, 1972

### Edzőként
Ukrajna
- Ukrán labdarúgó-bajnokság (első osztály)
  - bajnok (4): 1994, 1995, 1996, 1997
- Ukrán kupa
  - kupagyőztes (2): 1996, 2005
- ’’Ukrajna érdemes labdarúgóedzője’’ kitüntető cím
- ’’Szolgálati érdemérem’’ 3. fokozata: 1999
- ’’Szolgálati érdemérem’’ 2. fokozata: 2004
- ’’Szolgálati érdemérem’’ 1. fokozata: 2011

## Ajánlott irodalom
- Fedák László. Kárpátalja a sporteredmények tükrében (43., 52., 53., 57., 116., 117. és 138. oldal). Ungvár: Karpati (1994) (ukránul)
- Krajnyanica Péter. A kárpátaljai labdarúgás története (82. oldal). Ungvár: Karpati (2004) (ukránul)
- Mihalina László. Otthon minden kő megsegít... (98., 99. és 102. oldal). Vác: Kucsák Könyvkötészet és Nyomda (2011)

## Fordítás
- Ez a szócikk részben vagy egészben  a   Jożef Sabo című lengyel Wikipédia-szócikk ezen változatának fordításán alapul.  Az eredeti cikk szerkesztőit annak laptörténete sorolja fel. Ez a jelzés csupán a megfogalmazás eredetét és a szerzői jogokat jelzi, nem szolgál a cikkben szereplő információk forrásmegjelöléseként.